# Megalosauridae
Megalosauridae je čeleď středně velkých až velkých dravých (teropodních) dinosaurů, žijících v období střední až svrchní jury (asi před 170 až 148 miliony let). Samotný rod Megalosaurus se v roce 1824 stal vůbec prvním vědecky popsaným neptačím dinosaurem. Příbuznou skupinou megalosauridů byli nejspíš spinosauridi. Skupina prošla v posledních letech poměrně zásadním přehodnocením a reklasifikací. V současnosti (2020) se rozlišuje asi 11 platných rodů zástupců této čeledi, vyskytující se především na severních kontinentech (Severní Amerika, Evropa a Asie).
Do této čeledi mohl náležet i jediný druhohorní teropod (tzv. Moravská tetanura), jehož fosilie (v podobě jednoho izolovaného zubu) byly zatím objeveny na území České republiky (nedaleko Brna).
Ve Velké Británii (Yorkshire) byly objeveny poměrně velké fosilní stopy, náležející patrně zástupcům této skupiny teropodů.

## Velikostní rekordman
Největším známým zástupcem této čeledi byl rod Torvosaurus, vyskytující se ve dvou druzích (T. tanneri a T. gurneyi) na území dnešního Colorada v USA a v Portugalsku. Při délce až kolem 11 metrů dosahoval hmotnosti zhruba do 4500 kg.

## Zástupci čeledi
- Afrovenator
- Dubreuillosaurus
- Duriavenator
- Edmarka
- Eustreptospondylus
- Magnosaurus
- Megalosaurus (typus)
- Piveteausaurus
- Streptospondylus
- Torvosaurus
- Wiehenvenator